# Flødstrup Sogn
Flødstrup Sogn er et sogn i Kerteminde-Nyborg Provsti (Fyens Stift).
I 1800-tallet var Ullerslev Sogn anneks til Flødstrup Sogn. Begge sogne hørte til Vindinge Herred i Svendborg Amt. Flødstrup-Ullerslev sognekommune blev senere delt, så hvert sogn dannede sin egen sognekommune. Ved kommunalreformen i 1970 blev både Flødstrup og Ullerslev indlemmet i Ullerslev Kommune, der ved strukturreformen i 2007 indgik i Nyborg Kommune.
I Flødstrup Sogn ligger Vor Frue Kirke.
I sognet findes følgende autoriserede stednavne:
- Alehave (bebyggelse)
- Bassehave (bebyggelse)
- Dinestrup (bebyggelse, ejerlav)
- Flødstrup (bebyggelse, ejerlav)
- Gasseløkken (bebyggelse)
- Hagendrup (bebyggelse)
- Hannesborg (bebyggelse, ejerlav)
- Hestehave (bebyggelse)
- Kissendrup (bebyggelse, ejerlav)
- Langtved (bebyggelse, ejerlav)
- Lunden (bebyggelse)
- Malmose Huse (bebyggelse)
- Mosehaven (bebyggelse)
- Mullerup (bebyggelse, ejerlav)
- Pebertved (bebyggelse)
- Risinge (ejerlav, landbrugsejendom)
- Risinge Hoved (areal)
- Stivelshuse (bebyggelse)
- Svejelskrog (bebyggelse)
- Søgyden (bebyggelse)
- Søhuse (bebyggelse)
- Visby (bebyggelse, ejerlav)
- Æblehave (bebyggelse)
- Åmose (bebyggelse)